# Segalar Roergat
El Segalar roergat (Segalar roergat en occità) és un Parçan o comarca d'Occitània situat a la Guiena.
El Ségala (en occità lo Segalar, de Segalar: terra de sègol) és una regió geològica natural del Massís Central, que s'estén a l'oest del departament francès de l'Avairon i al nord del departament del Tarn.
Segons la proposta del diari Jornalet de divisió administrativa d'Occitània, basada en l'obra de Frederic Zégierman Le Guide des pays de France, el Segalar estaria dividit en tres Parçans o «comarques» d'Occitània:
- a la regió històrica del Llenguadoc, subregió de l'Albigés: el Segalar albigès i el Carmaucí

- a la regió històrica de la Guiena, subregió del Roergue: el Segalar roergat